# Niels Kjøller
Niels Kjøller (født 31. december 1940 – 23. maj 2014) var en dansk politibetjent og vicekriminalinspektør i Hvidovre. Han begyndte ved Politiskolen i 1963 og arbejdede i mere end 40 år ved Hvidovre Politikreds. Efter han blev pensioneret fra politiet, udgav han erindringerne "Suspenderet" og virkede bl.a. som foredragsholder. Kjøller medvirkede også i en række tv-programmer om autentiske danske kriminalsager. I 2010 udgav han sammen med Palle Bruus Jensen bogen "Karen: Gangsterpige under besættelsen" på forlaget People's Press.
Kjøller var efterforskningsleder på mordsagen, om Peter Lundin.